# Limassolla varsha
Limassolla varsha är en insektsart som beskrevs av Irena Dworakowska 1997. Limassolla varsha ingår i släktet Limassolla och familjen dvärgstritar.
Artens utbredningsområde är Madagaskar. Inga underarter finns listade i Catalogue of Life.